# 한유리 (짱구는 못말려)
한유리는 《짱구는 못말려》에 나오는 등장인물로, 짱구의 유치원 친구들 중 한 명이다. 성우는 하야시 다마오 / 정유미(투니버스, 극장판 25기 이후), 장경희(극장판 24기까지), 한수경(1, 2기), 박은숙(4, 6, 7기), 박영희(MBC)이다. 일본명은 사쿠라다 네네이다.
짱구는 못말려 극장판: 초시공! 태풍을 부르는 나의 신부편에서 어른이 된 유리가 등장하는데, 유치원 선생님으로 취직했지만 성격이 더 안 좋아진 탓에 시집을 못 가고 있다.

## 성격
항상 토끼인형을 들고 다니는 귀여운 여자아이지만, 일단 화가 나면 가지고 다니는 토끼인형을 향해 엄청난 주먹을 날린다. 사실 이런 버릇이 처음부터 있는 건 아니었다. 크레용 신짱 초기에는 아주 순진했는데(평소의 엄마같지가 않으면 "평소에 우리엄마가 아니야"라고 외친다), 두 얼굴을 가진 엄마 때문에 이런 성격을 가지게 된 것이다. 혼자서 다른 친구들을 제압할 정도이다. 성격이 변한 후에도 엄마가 토끼인형을 때릴 때마다 여전히 "우리엄마가 아니야"라고 외치기도 한다. 네네의 엄마도 토끼 인형을 가지고 다니며, 평소에는 아주 조신하게 행동한다. 이런 면에서 유리는 역시 엄마를 빼닮았다. 본인은 아빠 닮았다고 주장하지만 신짱이 엄마의 안 좋은 면을 닮았다고 말하면 절대 우리엄마가 그럴리가 없다며 괴로워한 적도 있다. 이미 2살 때부터 다른 사람들(특히 이훈이)을 리얼소꿉놀이에 끌어 들이는 능력이 있으며, 김철수에게는 수갑까지 채워 소꿉놀이에 끌여들였다.

## 토끼인형
여러 가지 토끼인형을 가지고 있으며(토순이, 행복한 토끼, 샌드백토끼, 딱딱한 토끼 등 그 이외의 여러 가지 토끼인형, 비상용 토끼인형 등등) 화가 나면 토끼인형을 구타하지만(기분에 따라 구타하는 토끼인형이 다르다), 실제로는 토끼&토끼인형을 좋아하는 여자아이다. 주로 토끼인형을 주먹으로 때리며(10기에서는 살아있는 토끼가 자신을 공격하자 토끼귀를 잡아 토끼를 주먹으로 때리려다가 오히려 봉변당했다.), 간혹 토끼인형에 다양한 격투 또는 레슬링 기술(암바, 코브라 트위스트, 팔 꺾기, 새우 꺾기, 수플렉스 이외 여러 가지)을 사용할 때도 있고 부메랑이나 뿅망치, 투척 용도(주로 신짱한테)로 사용하기도 한다.

## 소꿉놀이
유리의 상징과도 같은 요소로, 초창기에는 5살 어린아이다운 매우 순수하고 창의적인 놀이였고 심지어는 놀이를 통해 교훈을 얻는 에피소드가 있었지만 시리즈가 계속되면서 네네의 성격이 표독스럽게 변해버리면서 놀이가 변질되어 지금은 말이 소꿉놀이지 사실은 성인드라마를 흉내내는 놀이가 되고 말았다. 그래서 처음에는 자발적으로 하겠다고 나서던 다른 남자애들이 지금은 소꿉놀이라는 단어만 들어도 질색한다. 게다가 이 소꿉놀이의 가장 큰 희생양은 아내에게 시달리는 무능한 남편 역할만 맡는 이훈이이다.

## 라이벌
자기네 반에 전학온 한수지를 첫날부터 집안자랑이나 하는 아이라고 여기며 못마땅하게 여겼고 이후 그녀가 미인계로 쏟아지는 남자들의 관심으로 어장관리 하는 걸 보고는 겉과 속이 다른 여우같은 아이라고 확신한다. 그러다 아이가 신노스케를 귀찮게 하는 걸 보고는 질투심을 노골적으로 드러냈고 이때부터 라이벌 관계가 된다. 하지만 시리즈가 계속될 수록 점차 친하게 지내는 에피소드도 많이 있었고 특히 원작 한정으로 그녀의 달라진 모습을 보고는 감동받아 친해지는 내용도 있다.